# برت بنت
برت بنت (انگلیسی: Bert Bennett؛ 1889 or 1890 – ۲۲ ژوئیهٔ ۱۹۶۸ (aged 77–79)) بازیکن فوتبال اهل بریتانیا بود.
از باشگاه‌هایی که در آن بازی کرده‌است می‌توان به باشگاه فوتبال بریستول راورز اشاره کرد.